# Jordan Belchos
Jordan Belchos (* 22. června 1989 Toronto, Ontario) je kanadský rychlobruslař.
Na juniorských světových šampionátech startoval v letech 2007 a 2008, od sezóny 2008/2009 závodí ve Světovém poháru. Prvního seniorského světového šampionátu se zúčastnil v roce 2012, kdy byl shodně třináctý v závodech na 5000 m a 10 000 m. Roku 2014 premiérově startoval na MS ve víceboji (22. místo). Na Mistrovství světa 2015 získal s kanadským týmem stříbrnou medaili ve stíhacím závodě družstev, o rok později to byla medaile bronzová. Zúčastnil se Zimních olympijských her 2018, kde v závodě na 10 000 m skončil na 5. místě a ve stíhacím závodě družstev byl sedmý. Z MS 2020 si přivezl stříbrnou medaili ze závodu s hromadným startem, tentýž kov získal ve stíhacím závodě družstev na světovém šampionátu 2021. Startoval na ZOH 2022 (hromadný start – 13. místo, stíhací závod družstev – 5. místo). Na Mistrovství čtyř kontinentů 2023 vybojoval bronzovou medaili na trati 5 km.